# Leonardo Morosini
Leonardo Morosini (Ponte San Pietro, 13 de outubro de 1995) é um futebolista profissional italiano que atua como meia-atacante.

## Carreira
Leonardo Morosini começou a carreira no Brescia.